# Route nationale 6 (Italie)
Pour les articles homonymes, voir Route nationale 6.
La route nationale 6 (SS 6, Strada statale 6 ou Strada statale "Casilina") est une route nationale d'Italie, elle relie San Pietro Infine à Pastorano.

## Parcours

Parcours de la SS 6.